# Yamagata prefektur
Yamagata prefektur (山形県; Yamagata-ken) är belägen i Tōhoku-regionen på den nordvästra delen av ön Honshū i Japan. Residensstad är Yamagata.

## Prefektursymboler
Yamagatas emblem antogs den 21 augusti 1976, medelst notis nummer 127. Det anspelar på prefekturens namn: då Yamagata betyder ”formen av berg”, visar emblemet tre stiliserade sådana. Samtidigt symboliserar det Mogamiflodens ström, vilken genomflyter prefekturen.
Den ursprungliga flaggan antogs den 26 mars 1963, medelst notis nummer 267. Innan de tre bergen antogs som fristående prefekturemblem, syntes de på prefekturflaggan, i vitt mot en grön bakgrund. Motivet har beskrivits som tre snövita bergstoppar gentemot skogarnas grönska. Yamagatas nuvarande flagga antogs den 16 april 1971, medelst notis nummer 478. Den gröna färgen ersattes av ljusblått, men utformningen är för övrigt densamma. Färgsättningen har symbolisk innebörd; vitt står för snö och folkets renhet, medan grönt/blått står för prefekturinvånarnas fredsönskan och ideal.

Yamagata prefekturs flagga 1963–1971.

## Administrativ indelning
Prefekturen var år 2016 indelad i tretton städer (-shi) och 22 kommuner (-chō, -machi och -mura).
Kommunerna grupperas i åtta distrikt (-gun). Distrikten har ingen administrativ funktion utan fungerar i huvudsak som postadressområden.
Städer:
- Higashine, Kaminoyama, Murayama, Nagai, Nanyō, Obanazawa, Sagae, Sakata, Shinjō, Tendō, Tsuruoka, Yamagata, Yonezawa

Distrikt och kommuner:
| - Akumi distrikt - Yuza - Higashimurayama distrikt - Nakayama - Yamanobe - Higashiokitama distrikt - Kawanishi - Takahata - Higashitagawa distrikt - Mikawa - Shōnai | - Kitamurayama distrikt - Ōishida - Mogami distrikt - Funagata - Kaneyama - Mamurogawa - Mogami - Ōkura - Sakegawa - Tozawa | - Nishimurayama distrikt - Asahi - Kahoku - Nishikawa - Ōe - Nishiokitama distrikt - Iide - Oguni - Shirataka |

## Guvernörer
- Michio Murayama, 12 april 1947–20 januari 1955
- Tōkichi Abiko, 20 februari 1955–27 september 1973
- Seiichirō Itagaki, 17 oktober 1973–4 januari 1993
- Kazuo Takahashi, 14 februari 1993–13 februari 2005
- Hiroshi Saitō, 14 februari 2005–13 februari 2009
- Mieko Yoshimura, 14 februari 2009–[2]

Denna lista hämtas från Wikidata. Informationen kan ändras där.